# Tanaostigmodes tychii
Tanaostigmodes tychii är en stekelart som beskrevs av William Harris Ashmead 1896. Tanaostigmodes tychii ingår i släktet Tanaostigmodes och familjen Tanaostigmatidae. Inga underarter finns listade i Catalogue of Life.